# Gare de Saint-Georges-sur-Loire
Gare de Saint-Georges-sur-Loire vasútállomás Franciaországban, Saint-Georges-sur-Loire településen.

## Vasútvonalak
Az állomást az alábbi vasútvonalak érintik:
- Tours–Saint-Nazaire-vasútvonal

## Kapcsolódó állomások
A vasútállomáshoz az alábbi állomások vannak a legközelebb: